# Keyqobād
Keyqobād (persiska: کیقباد) är en ort i Iran.   Den ligger i provinsen Östazarbaijan, i den nordvästra delen av landet, 500 km nordväst om huvudstaden Teheran. Keyqobād ligger 1 457 meter över havet och antalet invånare är 105.
Terrängen runt Keyqobād är kuperad åt nordväst, men åt sydost är den bergig. Runt Keyqobād är det ganska glesbefolkat, med 27 invånare per kvadratkilometer. Närmaste större samhälle är Kaleybar, 10,8 km väster om Keyqobād. Trakten runt Keyqobād består i huvudsak av gräsmarker.